# Robert Baxter Llewelyn
Sir Robert Baxter Llewelyn KCMG (* 1845; † 19. Februar 1919) war ein Kolonialverwalter des Britischen Weltreiches.

## Laufbahn
Llewelyn begann seine politische Karriere 1868 und wurde recht bald in das Sekretariat der Kolonialverwaltung von Jamaika versetzt, wo er 1873 zum Privatsekretär ernannt wurde. Von 1878 bis 1883 wurde Llewelyn als Beauftragter der Turks- und Caicosinseln eingesetzt und von 1885 bis 1888 zum Gouverneur von Tobago ernannt. Zugleich übertrug man ihm von 1886 bis 1889 auch das Amt des Verwalters von St. Vincent und den Grenadinen. Im Anschluss daran war er bis 1891 als Verwalter der Kolonie Gambia tätig Schließlich wurde er von 1900 bis zu seiner Pensionierung im Jahr 1906 noch als Gouverneur der Windward Islands und Administrator von Grenada berufen. Llewelyn wurde mit der East and West Africa Medal in den Ausführungen 1891.92 und 1893.94 ausgezeichnet, und 1898 als Knight Commander des Order of St. Michael and St. George geadelt.